# Minh Quang, Vũ Thư
Minh Quang là một xã cũ thuộc huyện Vũ Thư, tỉnh Thái Bình, Việt Nam.

## Vị trí địa lý
Là một xã có vị trí trọng yếu nằm ở trung tâm của huyện Vũ Thư, cách thị trấn Vũ Thư 1,5 km.
- Phía Đông giáp xã Phú Xuân, thành phố Thái Bình
- Phía Tây giáp xã Minh Khai và xã Tự Tân
- Phía Nam giáp thị trấn Vũ Thư
- Phía Bắc giáp các xã Tân Hòa, Minh Lãng, Tân Bình.

## Lịch sử
Theo Nghị quyết số 1666/NQ-UBTVQH15 ra tháng 6 năm 2025, sáp nhập tỉnh Thái Bình vào tỉnh Hưng Yên, giải thể đơn vị hành chính cấp huyện là Vũ Thư. Thành lập xã Vũ Thư trên cơ sở hợp nhất diện tích tự nhiên và dân số của các đơn vị hành chính cấp xã của huyện này là Thị trấn Vũ Thư, xã Minh Quang, xã Tam Quang, xã Dũng Nghĩa, xã Minh Khai và xã Hòa Bình.

## Hành chính
Toàn xã chia làm 5 thôn:thôn La Uyên, thôn La Nguyễn, thôn Trực Nho, thôn Huyền Sỹ, thôn Minh Quàn